# Турбо и фолк
Турбо и фолк је дебитантски студијски албум српске певачице Бресквице. Издат је 29. новембра 2024. за Генерацију Зед.

## Списак песама
| №               | Назив            | Текст             | Музика          | Продуцент(и)                     | Трајање |  |
| 1.              | Нова ја          | Растко Савић      | Марко Ђурашевић | Марко Ђурашевић Немања Ћамиловић | 2.32    |  |
| 2.              | Турбо и фолк     | Алекса Шолаја     | Марко Морено    | Александар Саблић                | 3.40    |  |
| 3.              | Натална          | Леа Лилић         | Марко Цветковић | Марко Цветковић                  | 3.00    |  |
| 4.              | Кербер           | Милош Рогановић   | Бојан Васић     | Бојан Васић                      | 3.06    |  |
| 5.              | Штене            | Рогановић         | Васић           | Васић                            | 3.10    |  |
| 6.              | Аустралија       | Рогановић         | Васић           | Васић                            | 2.28    |  |
| 7.              | Деси се          | Данијел Павловић  | Васић           | Васић                            | 2.40    |  |
| 8.              | Продани          | Лилић             | Цветковић       | Цветковић                        | 2.56    |  |
| 9.              | Нисам ти ја мама | Рогановић         | Васић           | Васић                            | 3.04    |  |
| 10.             | Знак             | Шолаја            | Морено          | Саблић                           | 2.49    |  |
| 11.             | Лоша замена      | Драган Стоилковић | Стоилковић      | Ђурашевић Ћамиловић              | 3.06    |  |
| 12.             | Славија          | Шолаја            | Морено          | Саблић                           | 3.51    |  |
| 13.             | Жетва            | Дарије Вулета     | Вулета          | Ђурашевић Ћамиловић              | 3.18    |  |
| Укупно трајање: | Укупно трајање:  | Укупно трајање:   | Укупно трајање: | Укупно трајање:                  | 39.45   |  |